# Pyrausta caliginosalis
Pyrausta caliginosalis là một loài bướm đêm trong họ Crambidae.